# Саво Радовић
Саво Радовић (Земун, 21. октобар 1957) српски је глумац и ТВ водитељ.
Дипломирао је глуму на Факултету драмских уметности у Београду у класи професора Миленка Маричића 1984. године. Стални је члан Београдског драмског позоришта од 1987. године.

## Филмографија
| Год.       | Назив                                                     | Улога                            |
| ---------- | --------------------------------------------------------- | -------------------------------- |
| 1980-е     |                                                           |                                  |
| 1981.      | Светозар Марковић (серија)                                | Младић                           |
| 1982.      | Докторка на селу (серија)                                 | Тоза Бокалче                     |
| 1982.      | Последњи чин (серија)                                     | Мића Четник                      |
| 1982.      | Венеријанска раја (серија)                                | Човек са брадом                  |
| 1982.      | Лов на мишеве                                             |                                  |
| 1984.      | Варљиво лето '68 (серија)                                 | Студент Циле                     |
| 1984.      | Пријатељи                                                 |                                  |
| 1984.      | Варљиво лето '68                                          | Студент Циле                     |
| 1984.      | Проклета авлија                                           | Човек са брадом                  |
| 1984.      | Андрић и Гоја                                             |                                  |
| 1985.      | Шест дана јуна                                            | Свештеник                        |
| 1986.      | Штрајк у ткаоници ћилима                                  |                                  |
| 1987.      |                                                           | Други Железничар                 |
| 1987.      | Злочинци                                                  |                                  |
| 1988.      | Вук Караџић (серија)                                      | Блажо Радовић                    |
| 1988.      | Шта радиш вечерас (ТВ филм)                               | Конобар                          |
| 1990-е     |                                                           |                                  |
| 1991.      |                                                           | Др. Ивановић                     |
| 1991.      | Глава шећера (ТВ филм)                                    | Пајо                             |
| 1993.      | Рај (ТВ филм)                                             | Мурат                            |
| 1995.      | Крај династије Обреновић                                  |                                  |
| 1995.      | Знакови (ТВ филм)                                         | Болничар                         |
| 1995.      | Не веруј жени која пуши гитанес без филтера (кратки филм) |                                  |
| 1997.      | Горе доле (серија)                                        |                                  |
| 2000-е     |                                                           |                                  |
| 2002.      | Хотел са 7 звездица (серија)                              | Животије Ж. Живанчевић Живљански |
| 2007.      | Љубав, навика, паника (серија)                            | Вукосављевић                     |
| 2007.      | Caravaggio (ТВ филм)                                      |                                  |
| 2008.      | Вратиће се роде (серија)                                  | Лекар                            |
| 2008.      | Љубав и мржња (серија)                                    | Јанковић                         |
| 2008.      | Горки плодови (серија)                                    | Добривоје Томић                  |
| 2010-е     |                                                           |                                  |
| 2010.      | Куку, Васа (серија)                                       | Кум Стева                        |
| 2010.      | Село гори, а баба се чешља (серија)                       | Конобар                          |
| 2013.      | Made in Srbija                                            | Возач министра                   |
| 2016.      | Андрија и Анђелка (серија)                                | Молер                            |
| 2018—2020. | Ургентни центар (серија)                                  | Лука Радулов                     |
| 2019.      | Краљ Петар Први (серија)                                  | Пијанац                          |
| 2020-е     |                                                           |                                  |
| 2021—2022. | Клан (серија)                                             | Буљугић                          |
| 2021—2022. | Тајне винове лозе (серија)                                | Газда Симић                      |
| 2021.      | Александар од Југославије (серија)                        | мештанин на Цетињу               |
| 2021.      | Феликс (серија)                                           | Жоћа                             |
| 2023.      | Шетња са лавом                                            | Лабуд Ћук                        |

## Позоришне улоге у Београдском драмском позоришту[2]
- "Барбарогеније"(03.02.1983)
- "Догађај у месту Гоги" (08.01.1984)
- "Пивара" (21.10.1984)
- "Кокошије Слепило" (20.04.1986)
- "Дуго путовање у Јевропу" (19.04.1987)
- "Тринаест божијих тричарија" (06.12.1987)
- "Беснило" (27.02.1988)
- "Ново је доба" (23.04.1988)
- "Карлос II Омађијани" (21.10.1988)
- "Идем у лов" (11.06.1989)
- "Балкон" (11.04.1991)
- "Само ви ајте, а ми ћемо грактат и арлаукат" (10.10.1999)
- "Конкурс" (20.04.2001)
- "Исповест Ставрогина" (16.03.2002)
- "Делиријум тременс" (25.04.2005)
- "Лет изнад кукавичјег гнезда" (05.11.2005)
- "Фалсификатор" (17.05.2009)
- "Доктор Д." (23.02.2012)
- "Зечеви су брза храна" (07.06.2013)

Актуелне представе
- Делијирум тременс
- Лет изнад кукавичјег гнезда
- Факсификатор
- Кад су цветале тикве
- Плес са боговима
- Зојкин стан